# Påskbergsvallen
Il Påskbergsvallen, precedentemente noto come Varberg Energi Arena dal marzo 2020 all'ottobre 2022 per motivi di sponsorizzazione, è uno stadio di calcio situato a Varberg, in Svezia.
È utilizzato prevalentemente dal Varbergs BoIS, la principale squadra cittadina, e dal Varbergs GIF, che invece milita stabilmente nelle serie dilettantistiche. Il Kungsbacka DFF, squadra di calcio femminile, nel 2019 ha disputato qui i suoi incontri interni poiché il Tingbergsvallen non soddisfaceva i requisiti richiesti. L'impianto viene talvolta utilizzato anche come campo di allenamento dalla Nazionale maggiore svedese o da club stranieri in tournée in Svezia. È inoltre utilizzato anche per gare di atletica leggera. Fa parte di un complesso sportivo che include, oltre alla struttura principale, anche altri cinque campi da calcio di varia misura.
La sua apertura risale al 2 luglio 1925 alla presenza di re Gustavo V di Svezia, il quale nello stesso giorno inaugurò in zona anche la stazione radio di Grimeton.
Grazie alla prima storica promozione del Varbergs BoIS nella massima serie nazionale, l'impianto è diventato nel 2020 per la prima volta uno degli stadi dell'Allsvenskan maschile. Ciò è stato possibile grazie a una deroga della Federcalcio svedese, che, a fronte della programmazione di una serie di interventi strutturali da parte del comune, ha approvato l'utilizzo dello stadio nonostante alcuni requisiti fossero mancanti. Questi interventi si divisero in due fasi: la prima di esse (completata nel maggio 2020) si concentrò su questioni quali sicurezza ed aspetti accessori, mentre la seconda fase (iniziata nel 2022) comportò la creazione di nuovi spazi e la demolizione della tribuna lato est, precedentemente priva di seggiolini, sostituita da una nuova tribuna da 2 100 posti a sedere. Il termine dei lavori è previsto per il 2023.